# Lévézou
Il Lévézou (in occitano Leveson) è un massiccio montuoso della Francia, parte del Massiccio Centrale. Situato nell'Aveyron, regione del Midi-Pirenei, è costituito da un altopiano di 900 metri altitudine, che culmina con i 1.128 metri del Mont Seigne.